# بیلیانا دودووا
بیلیانا دودووا (به بلغاری: Биляна Дудова؛ متولد ۱ اوت ۱۹۹۷) کشتی‌گیر آزادکار تیم ملی بلغارستان است. وی سابقه حضور در المپیک ۲۰۲۴ پاریس را دارد.
از افتخارات وی می‌توان به کسب مدال طلا در قهرمانی کشتی جهان ۲۰۲۱ و مدال نقره در قهرمانی کشتی جهان ۲۰۱۸ اشاره کرد.